# Paride Pedretti
Paride Pedretti (Pontevico, 15 novembre 1905 – Bologna, 23 ottobre 1989) è stato un calciatore italiano, di ruolo portiere.

## Carriera
Giocò in Serie A con il Bologna.

## Palmarès

### Club

#### Competizioni nazionali
- Campionato italiano: 1

Bologna: 1928-1929

#### Competizioni internazionali
- Coppa dell'Europa Centrale: 2

Bologna: 1932, 1934